# Iván José Cano
Iván José Cano Blanco (7 de mayo de 1995) es un deportista español que compite en atletismo adaptado. Ganó una medalla de plata en los Juegos Paralímpicos de Tokio 2020, en la prueba de salto de longitud (clase T13).

## Palmarés internacional
| Juegos Paralímpicos | Juegos Paralímpicos | Juegos Paralímpicos | Juegos Paralímpicos   |
| Año                 | Lugar               | Medalla             | Prueba                |
| ------------------- | ------------------- | ------------------- | --------------------- |
| 2020                | Tokio (Japón)       | Medalla de plata    | Salto de longitud T13 |